# Calilena saylori
Calilena saylori là một loài nhện trong họ Agelenidae.
Loài này thuộc chi Calilena. Calilena saylori được Ralph Vary Chamberlin & Wilton Ivie miêu tả năm 1941.